# Överstyrning

Överstyrning: bilen svänger kraftigare än avsett och kan komma i rullning

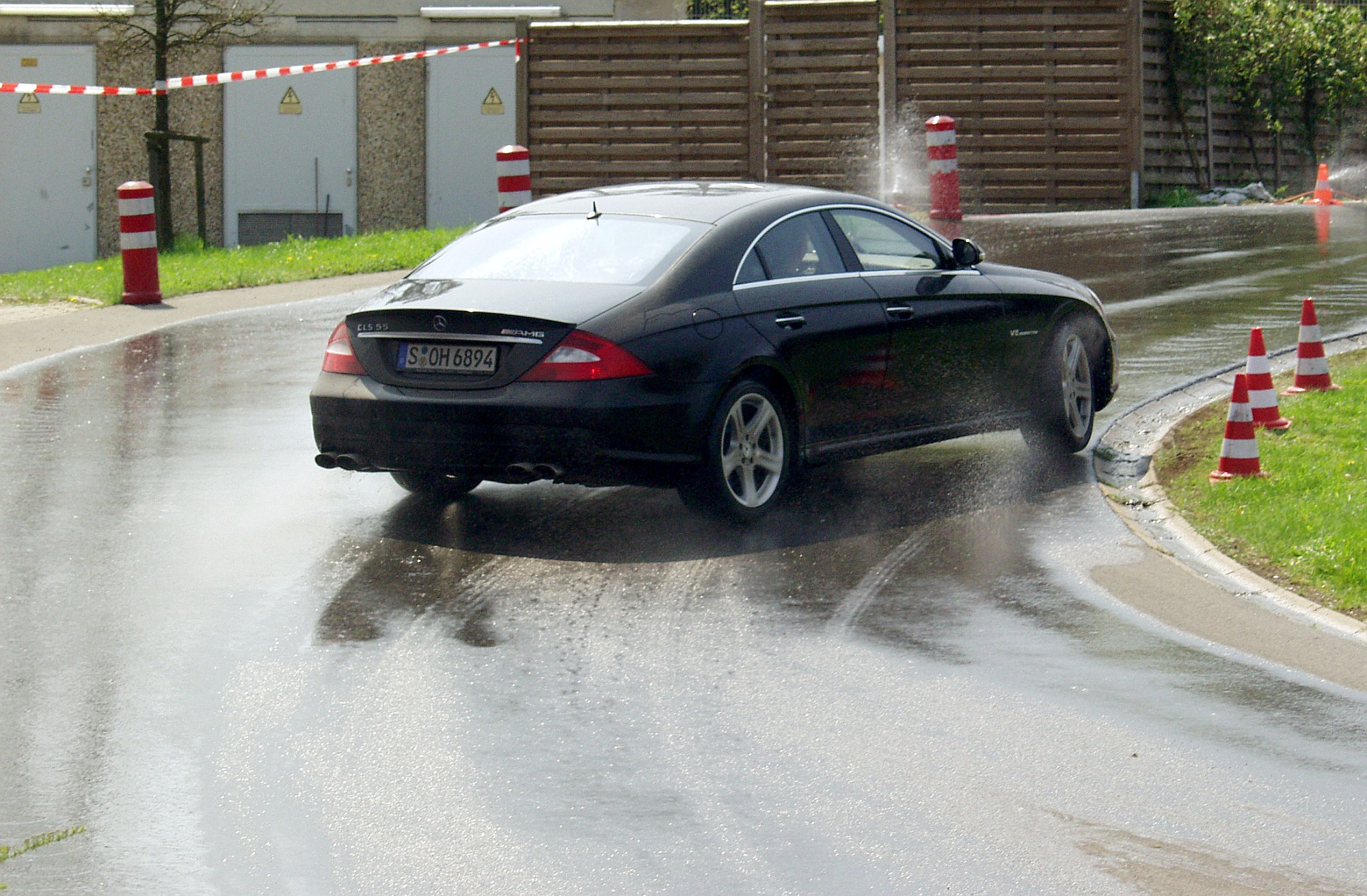
En Mercedes-Benz CLS AMG 55 som överstyr på våt vägyta.

Överstyrning anger uppträdandet hos ett fordon vid forcerad körning. Överstyrning innebär att fordonet har en tendens att svänga mer, i förhållande till rattutslaget vid förlorat väggrepp. Motsatsen till överstyrning är understyrning. 

## Orsaker till överstyrning
Ett fordons tendens till överstyrning påverkas av flera faktorer. Exempelvis väggrepp, aerodynamik, fjädringssystem och förarens beteende. Överstyrning kan inträffa vid både låg och hög sidoacceleration. Generellt sett innebär överstyrning att bakdäckens slipvinkel överstiger framdäckens slipvinkel; detta gäller även när båda är små. Överstyrning är vanligast hos bakhjulsdrivna bilar och märks i synnerhet vid gaspådrag i kurva. Detta beror på att bakdäcken måste hantera både sidkraften på grund av kurvtagning och motorns vridmoment samtidigt. Fenomenet kallas vanligen för att bilen får sladd, och är även en bilsportgenre kallad för Drifting. 